# Shameeka Fishley
Shameeka Nikoda Fishley (Leeds, 19 settembre 1993) è una calciatrice britannica, attaccante del Beşiktaş.

## Carriera
Shameeka Fishley inizia ad appassionarsi al gioco del calcio fin da giovanissima e inizia la carriera tesserandosi con il Chelsea dove gioca fino alla decisione di trasferirsi negli Stati Uniti d'America per concludere il suo percorso scolastico. Iscritta alla Davenport University con sede nella Contea di Kent, nel Michigan, affianca agli studi la partecipazione al campionato universitario femminile di calcio con la formazione delle Davenport Panthers dal 2013 al 2016, per trasferirsi poi ai Michigan Lions nell'ultima metà stagione.
Ottenuta la laurea decide di tornare in Europa, sottoscrivendo un contratto con il Sindri, società con sede a Höfn, per giocare in 1. deild kvenna, secondo livello del campionato islandese femminile di calcio, la stagione 2017 e dove, grazie anche alle 6 reti siglate su 17 presenze in campionato, contribuisce a far raggiungere alla sua squadra il settimo posto e la conseguente salvezza.
Conclusi gli impegni con la società di islandese, durante il calciomercato estivo 2017 decide di affrontare un nuovo campionato estero sottoscrivendo un accordo con l'AGSM Verona per giocare in Serie A, massimo livello del campionato italiano, dalla stagione 2017-2018
Terminata la stagione in Italia, torna già da fine maggio in Islanda, stavolta all'ÍBV Vestmannæyja, in massima serie, rimanendovi fino al termine del campionato.
Libera da impegni contrattuali, durante il successivo calciomercato invernale Fishley fa ritorno al campionato italiano sottoscrivendo un accordo con il Sassuolo per la seconda parte della stagione 2018-2019.
Fa ritorno in Islanda nel luglio 2019, accasandosi allo Stjarnan, in Úrvalsdeild kvenna. Qui vi rimane per una stagione e mezza, giocando nella prima la seconda parte del campionato aiutando con i suoi 2 gol su 9 incontri a raggiungere il 5º posto in classifica e un'agevole salvezza, mentre in quella successiva il campionato viene interrotto come misura di prevenzione per fronteggiare la pandemia di COVID-19.
Libera da vincoli contrattuali, nel febbraio 2021 Fishley si trasferisce alle spagnole del Dux Logroño in tempo per poter disputare la finale di Coppa della Regina 2019-2020, incontro poi perso per 3-0 con le avversarie del Barcellona. Rimane legata al club della comunità autonoma della Spagna settentrionale fino al termine del campionato, concluso al 7º posto in classifica, in quanto consapevole di avere sempre poco spazio nell'essere impiegata decide di accettare la proposta del Fenerbahçe per giocare in un nuovo campionato estero, quello turco.
Con il club di Istanbul Fishley ha un rilancio della carriera che in Spagna sembrava essere arrivata ad un punto morto. Nella partita d'esordio con la squadra del club rivale storico del Galatasaray l'attaccante si presenta ai numerosi propri tifosi sugli spalti siglando una tripletta nella netta vittoria per 7-0. Anche qui rimane una sola stagione, decidendo conclusa la sua benché positiva esperienza in Turchia per il desiderio di tornare nel Regno Unito, tuttavia i provini con Bristol City, squadra di FA Women's Championship, e Glasgow City, squadra scozzese, non hanno avuto esito positivo.
La sua nuova scelta è quindi per il suo sesto campionato estero, firmando un contratto con le campionesse d'Ungheria in carica del Ferencváros e con queste fare il suo esordio in campo internazionale, scendendo in campo nel primo incontro della stagione 2022-2023 di UEFA Women's Champions League, il 18 agosto 2022, nell'incontro perso 3-1 con le scozzesi del Rangers siglando l'unica rete della sua squadra.